# Nannoarctia
Nannoarctia là một chi bướm đêm thuộc phân họ Arctiinae, họ Erebidae.